# Рудакович, Виктор Владимирович
Виктор Владимирович Рудакович (род. 1959) — советский и российский гребец, тренер по академической гребле. Мастер спорта СССР, Заслуженный тренер РСФСР.

## Биография
Имеет высшее физкультурное образование. Окончил ГДОИФК им. П. Ф. Лесгафта. Участник соревнований по академической гребле, бронзовый призёр Чемпионата мира по академической гребле 1982 года. Имеет звание Мастера спорта СССР.
Около сорока лет своей жизни посвятил тренерской работе. Имеет высшую квалификационную категорию. За свои успехи на тренерском поприще был удостоен почётного звания Заслуженного тренера РСФСР.
Среди его воспитанников — призёры и участники Олимпийских игр, Чемпионатов Мира, Чемпионатов Европы; победитель Первенства Мира до 23 лет 2014 года – Юлия Волгина; серебряный (1998) и бронзовый (1999) призёр чемпионата мира, бронзовый призёра Игр XXVII Олимпиады в Сиднее (2000) по академической гребле Лариса Мерк; участницы Летних Олимпийских игр в Лондоне 2012 года Инга Дудченко и Мария Анциферова. В 2016 году подготовил восемь победителей Чемпионата России по академической гребле.
На данный момент работает тренером-преподавателем по академической гребле Санкт-Петербургской школы высшего спортивного мастерства по водным видам спорта.
Был назван лучшим тренером Санкт-Петербурга по академической гребле 2000-х годов по версии Спортивного комитета Санкт-Петербурга.